# Villiers-sur-Loir
Villiers-sur-Loir és un municipi francès, situat al departament del Loir i Cher i a la regió de Centre – Vall del Loira. L'any 2007 tenia 1.226 habitants.

## Demografia

### Població
El 2007 la població de fet de Villiers-sur-Loir era de 1.226 persones. Hi havia 521 famílies, de les quals 139 eren unipersonals (57 homes vivint sols i 82 dones vivint soles), 181 parelles sense fills, 156 parelles amb fills i 45 famílies monoparentals amb fills.
La població ha evolucionat segons el següent gràfic:
Habitants censats

### Habitatges
El 2007 hi havia 616 habitatges, 518 eren l'habitatge principal de la família, 53 eren segones residències i 45 estaven desocupats. 593 eren cases i 22 eren apartaments. Dels 518 habitatges principals, 401 estaven ocupats pels seus propietaris, 107 estaven llogats i ocupats pels llogaters i 10 estaven cedits a títol gratuït; 4 tenien una cambra, 40 en tenien dues, 83 en tenien tres, 151 en tenien quatre i 240 en tenien cinc o més. 451 habitatges disposaven pel capbaix d'una plaça de pàrquing. A 197 habitatges hi havia un automòbil i a 282 n'hi havia dos o més.

### Piràmide de població
La piràmide de població per edats i sexe el 2009 era:
| Homes | Edats   | Dones |
| ----- | ------- | ----- |
| 0     | 95 o +  | 0     |
| 0     | 90 a 94 | 8     |
| 16    | 85 a 89 | 36    |
| 12    | 80 a 84 | 8     |
| 16    | 75 a 79 | 32    |
| 20    | 70 a 74 | 12    |
| 36    | 65 a 69 | 28    |
| 24    | 60 a 64 | 28    |
| 36    | 55 a 59 | 24    |
| 52    | 50 a 54 | 52    |
| 56    | 45 a 49 | 44    |
| 32    | 40 a 44 | 44    |
| 36    | 35 a 39 | 48    |
| 48    | 30 a 34 | 40    |
| 48    | 25 a 29 | 32    |
| 32    | 20 a 24 | 20    |
| 44    | 15 a 19 | 28    |
| 20    | 10 a 14 | 40    |
| 44    | 5 a 9   | 36    |
| 32    | 0 a 4   | 44    |

## Economia
El 2007 la població en edat de treballar era de 753 persones, 559 eren actives i 194 eren inactives. De les 559 persones actives 506 estaven ocupades (267 homes i 239 dones) i 53 estaven aturades (29 homes i 24 dones). De les 194 persones inactives 95 estaven jubilades, 54 estaven estudiant i 45 estaven classificades com a «altres inactius».

### Ingressos
El 2009 a Villiers-sur-Loir hi havia 506 unitats fiscals que integraven 1.247,5 persones, la mediana anual d'ingressos fiscals per persona era de 19.681 €.

### Activitats econòmiques
Dels 40 establiments que hi havia el 2007, 1 era d'una empresa extractiva, 3 d'empreses alimentàries, 6 d'empreses de construcció, 7 d'empreses de comerç i reparació d'automòbils, 5 d'empreses de transport, 4 d'empreses d'hostatgeria i restauració, 2 d'empreses d'informació i comunicació, 1 d'una empresa financera, 6 d'empreses de serveis, 2 d'entitats de l'administració pública i 3 d'empreses classificades com a «altres activitats de serveis».
Dels 9 establiments de servei als particulars que hi havia el 2009, 1 era una oficina de correu, 1 una oficina bancària, 1 taller de reparació d'automòbils i de material agrícola, 2 paletes, 1 lampisteria, 1 perruqueria i 2 restaurants.
Dels 3 establiments comercials que hi havia el 2009, 1 era una botiga de més de 120 m², 1 una botiga de menys de 120 m² i 1 una fleca.
L'any 2000 a Villiers-sur-Loir hi havia 20 explotacions agrícoles que ocupaven un total de 781 hectàrees.

## Equipaments sanitaris i escolars
El 2009 hi havia una escola elemental.

## Poblacions més properes
El següent diagrama mostra les poblacions més properes.